# Tarjeta QSL

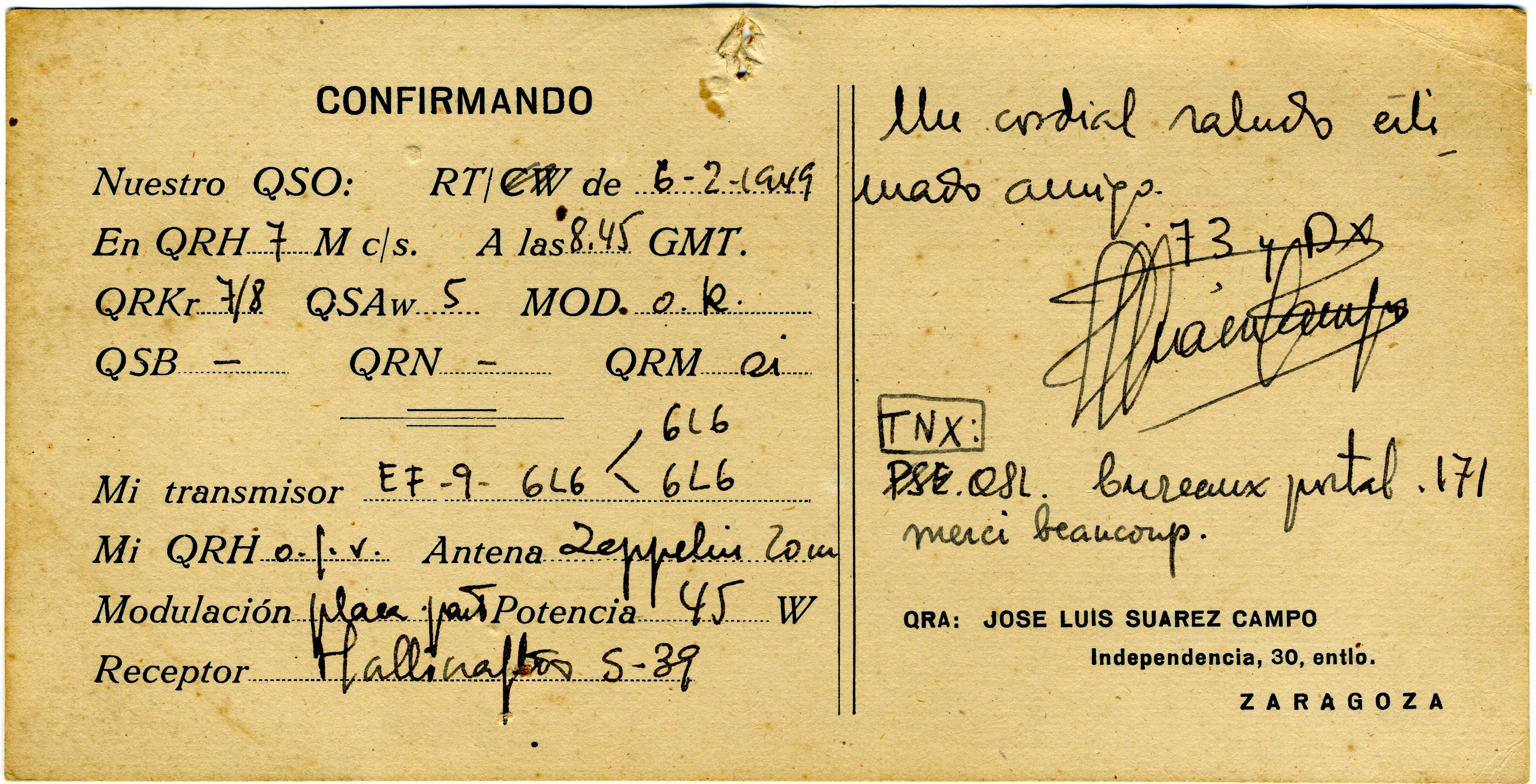
Tarjeta QSL de EA-2-AG (España), enviada a F9LB (Francia) en febrero de 1949.

Una tarjeta QSL es una variante de tarjeta postal que las emisoras de radio (comerciales o de radioaficionados) envían a los oyentes que han remitido un informe de recepción correcto sobre una de sus emisiones. QSL, en realidad, es "acuse de recibo" en la serie de siglas de tres letras que componen el código Q, un código aeronáutico y de radio. 

## Tarjetas QSL de emisoras de radiodifusión

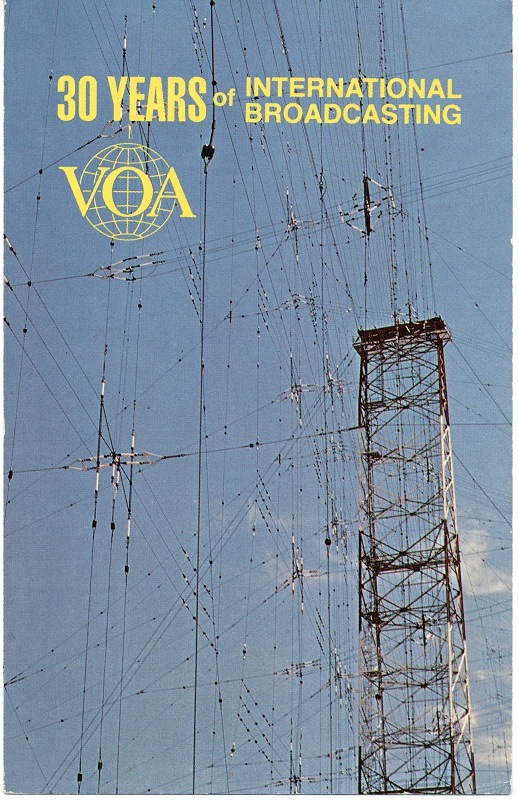
Tarjeta QSL de La Voz de América, 1972.

El anverso suele llevar el logotipo de la emisora, imágenes del país donde se encuentra u otros motivos. El reverso contiene un texto con el acuse de recibo del informe de recepción, sus datos fundamentales (hora, día, frecuencia escuchada, etc.), así como una fórmula de agradecimiento por el interés demostrado por parte del oyente en mejorar la sintonización de la emisora. Algunas emisoras, junto con la tarjeta QSL, remiten obsequios tales como banderines, guías del país o población donde se encuentra ubicada, material publicitario, etc. Conseguir el mayor número de tarjetas QSL y disponer de las emisoras más difíciles de sintonizar debido a su distancia o a la escasa potencia de su emisión es uno de los retos del aficionado al diexismo.

## Tarjetas QSL de radioaficionados

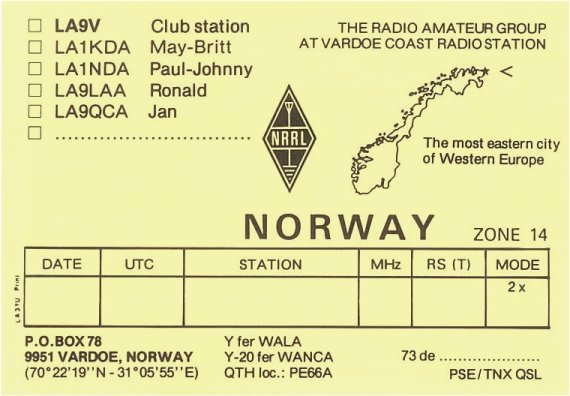
Tarjeta QSL de un grupo de radioaficionados noruegos y de su radio-club.

Las tarjetas QSL son utilizadas por los radioaficionados como prueba material de la existencia de un contacto ("QSO", en el Código Q), y son necesarias para la obtención de diplomas o para obtener puntos en concursos. Algunas llegan incluso a ser objeto de colección. Son enviadas por correo normal, dentro de sobres, por medio de asociaciones (vía Bureau) o utilizando como conducto a otro radioaficionado al que se denomina "QSL Manager".
La tarjeta QSL no debe medir menos de 8,5 cm x 13,5 cm ni ser mayor que el formato DIN A6, o sea, 10,5 cm x 15 cm. En el caso de que sean enviadas a través del Bureau (URE en España, ARRL en EE. UU, REF en Francia, etc) no deben pasar las medias de 9 cm x 14 cm. Las tarjetas suelen llevar en el anverso imágenes relacionadas con el radioaficionado: fotos de su estación, de sus hijos, de su ciudad, o bien de él mismo.

## Informe de recepción
La tarjeta debe contener los siguientes datos obligatorios del informe de recepción: 
- Indicativo del receptor de la tarjeta
- Indicativo del emisor de la tarjeta
- Fecha del QSO
- Hora del QSO (en tiempo universal o UTC)
- Frecuencia
- Clase de emisión
- Codificación RST de la calidad de la señal recibida

Los siguientes datos, en cambio, son optativos:
- Dirección, país y ciudad
- Dirección de correo electrónico
- Situación geográfica, como la latitud y longitud o bien el QTH Locator ;
- Afiliación a organizaciones nacionales de radioaficionados
- Finalmente, un saludo personal

Hacia 2005, las tarjetas QSL comenzaron a ser enviadas como tarjetas virtuales a través de Internet. Las QSL virtuales no siempre son válidas para la obtención de diplomas de radioaficionado.